# 강남로 (진주시)
강남로(Gangnam-ro)는 경상남도 진주시 천전동 와 진주시 천전동 천수교삼거리를 연결하는 경상남도의 도로이다.

## 주요 경유지
경상남도
- 진주시 (천전동)

## 노선
| 이름                      | 접속 노선                  | 소재지 | 소재지 | 비고 |
| ------------------------- | -------------------------- | ------ | ------ | ---- |
| (이름없음)                | 진주대로                   | 진주시 | 천전동 |      |
| (이름없음)                | 천수로                     | 진주시 | 천전동 |      |
| 경상국립대학교병원 삼거리 | 진주대로816번길            | 진주시 | 천전동 |      |
| 진양교 교차로             | 진주시도 제15호선 (동진로) | 진주시 | 천전동 |      |
| 진주교 교차로             | 진주대로                   | 진주시 | 천전동 |      |
| 천수교삼거리              | 천수로                     | 진주시 | 천전동 |      |

## 주요 건물 및 시설
- SK에너지 행복충전 대천충전소 (강남로 15/주약동 776-39)
- 경상국립대학교병원 (강남로 79/주약동 56)
- 경남문화예술회관 대공원장 (강남로 215/칠암동 500-15)